# Pârșcoveni (gmina)
Pârșcoveni – gmina w Rumunii, w okręgu Aluta. Obejmuje miejscowości Butoi, Olari i Pârșcoveni. W 2011 roku liczyła 3062 mieszkańców.